# Ryan McPartlin
Ryan McPartlin, né le 3 juillet 1975 à Chicago, dans l'Illinois (États-Unis), est un acteur américain. 
Il est connu principalement pour son rôle de Devon Woodcomb « Capitaine Trop Top » dans la série Chuck.
En 2019, il opère un retour au premier plan, à la télévision, en étant à l'affiche de la série d'action Los Angeles : Bad Girls (L.A.'s Finest), spin-off du film Bad Boys, aux côtés de Jessica Alba et Gabrielle Union.

## Biographie

### Enfance et formation
Fils de Steve et Lois McPartlin à Glen Ellyn, Illinois (une banlieue de Chicago). McPartlin a obtenu un diplôme en communication à l'Université de l'Illinois à Urbana-Champaign. Il a été membre de l'équipe de football du Illinois Fighting Illini. Après ses études, McPartlin décide de passer six mois en Australie et en Nouvelle-Zélande pour explorer l'outback et de décider quel chemin de carrière il doit suivre. Il est devenu clair qu'il voulait être acteur, il s'est donc déplacé dans le sud de la Californie pour poursuivre son rêve.

### Carrière
McPartlin passe des années comme modèle chez Abercrombie & Fitch.
McPartlin joue son premier rôle dans la série Une nounou d'enfer, aux côtés de Fran Drescher. McPartlin a été connu pour son rôle de Hank Bennett dans la série Passions, de 2001 à 2004. Il a fait une brève apparition dans la série S Club 7 dans le rôle Ryan. Il travaille de nouveau avec Fran Drescher, dans la série Du côté de chez Fran dans le rôle de Riley Martin, la série est diffusée entre le 8 avril 2005 et le 24 mars 2006 sur The WB.
Il joue en 2007, le rôle de Devon Woodcomb dans la série Chuck sur NBC, dont il est devenu un personnage récurrent dans les saisons 2 à 4 aux côtés de Zachary Levi, Yvonne Strahovski, Adam Baldwin, Joshua Gomez et Sarah Lancaster.
En mars 2018, il rejoint la série Los Angeles : Bad Girls (L.A.'s Finest) créée par Brandon Margolis et Brandon Sonnier dans le rôle de Patrick McKenna, procureur et mari de Nancy (Jessica Alba). Il s'agit du spin-off de la série de films Bad Boys de Michael Bay. La série est mise en ligne à partir du 13 mai 2019 sur le service Spectrum Originals aux États-Unis. Il est aux côtés de Jessica Alba, Gabrielle Union, Duane Martin, Zach Gilford et Sophie Reynolds.
En 2019, il joue dans le téléfilm, Un Noël plein d'étincelles avec Sarah Drew.

### Vie privée
Il est marié avec Danielle Kirlin, depuis le 26 octobre 2002. Ils ont deux fils, Wyatt Duke McPartlin et Dylan James McPartlin.

## Filmographie

### Cinéma
- 2003 : King of the Ants : Straff
- 2006 : The Shadow Effect : Chaz Martini
- 2009 : Super Capers : Will Powers
- 2011 : J. Edgar : Lawrence Richey
- 2013 : L'erreur parfaite (The Right Kind of Wrong) : Danny
- 2018 : Hunter Killer  : Matt Johnstone

### Télévision

#### Séries télévisées
- 1999 : Une nounou d'enfer (The Nanny) : Performer #3 (Saison 6, épisode 18)
- 1999 : Merci les filles (Odd Man Out) (épisode 6)
- 2000 : S Club 7 : Ryan (Saison 2, épisode 8)
- 2001 : Three Sisters : Brad (Saison 1, épisode 13)
- 2003 : According to Jim : Bob (Saison 2, épisode 24)
- 2004 : Une famille presque parfaite (Still Standing) : Jeremy (Saison 2, épisode 15)
- 2004 : North Shore : Hôtel du Pacifique (North Shore) : William (Saison 1, épisode 6)
- 2004 : Passions : Hank Bennett (épisode 1389)
- 2005 : Ce que j'aime chez toi (What I Like About You) : Riley Martin (saison 3, épisode 18)
- 2005 - 2006 : Du côté de chez Fran (Living with Fran) : Riley Martin
- 2006 : Pepper Dennis : Grady Harper (Saison 1, épisode 9)
- 2006 : Model Family : Jake
- 2006 : Underfunded
- 2007 : Les Experts : Manhattan (CSI: NY) : Terry Rockwell (Saison 3, épisode 13)
- 2007 : Notes from the Underbelly : Hunter (épisode 6)
- 2007 - 2012 : Chuck : Devon Woodcomb (principal dès la saison 2 - 88 épisodes)
- 2008 : Swingtown : Luke (épisode 6)
- 2008 : Mad Men : Gentleman (Saison 2, épisode 13)
- 2011 : Game Time : Tackling the Past : Jake Walker
- 2011 : Cherche Partenaires Désespérément (Friends With Benefits) : Evan Macklam (saison 1, épisode 5)
- 2011 : Hot in Cleveland : David (saison 3, épisode 10)
- 2011 : Les Experts : Miami (CSI: Miami) : Josh Avery (5 épisodes)
- 2012 : I Hate My Teenage Daughter : Chris Reynolds (saison 1, épisode 11)
- 2012 : Rizzoli and Isles : Dale Bowman (saison 3, épisode 6)
- 2012 : Community : Joueur de frisbee (saison 3, épisode 8)
- 2013 - 2014 : Hart of Dixie : Carter Covington (saison 3, épisodes 2, 14, 15 et 18)
- 2014 : Mystery Girls : Détective Duane Freeman (5 épisodes)
- 2014 : Bad Judge : Billy (saison 1, épisodes 2 et 3)
- 2014 : Sequestered : Ryan
- 2016 : La Fête à la maison : 20 ans après (Fuller House) : Tyler (saison 1, épisode 5)
- 2016 : Devious Maids : Kyle (saison 4 - 8 épisodes)
- depuis 2019 : Los Angeles : Bad Girls : Patrick McKenna (rôle principal)

#### Téléfilms
- 2009 : Le Visage du crime (Everything She Ever Wanted) : Tom Allanson
- 2012 : Un cadeau de Noël presque parfait (Holly's Holiday) : Bo
- 2013 : Comment j'ai rencontré le prince charmant (Friend Request) : Heath Madsen
- 2015 : Le scandale des baby-sitters  (Babysitter's Black Book) : Mark Riley
- 2015 : Quand la magie opère (You Cast a Spell on Me / A Kind of Magic) : Matt Andover
- 2015 : Embarquement immédiat pour Noël (The Flight Before Christmas) : Michael Nolan
- 2016 : L'Enfant de Noël (Heaven Sent) : Sean Miller
- 2019 : Un Noël plein d'étincelles de Brian Herzlinger : Henry Harrison
- 2020 : Il était une fois Noël à Castle Creek (Once Upon a Main Street) de Polly Draper : Vic Manning

## Voix françaises
En France, Stéphane Pouplard est la voix française la plus régulière de Ryan McPartlin. Marc Saez l'a doublé à deux occasions. 